# Robert Diez

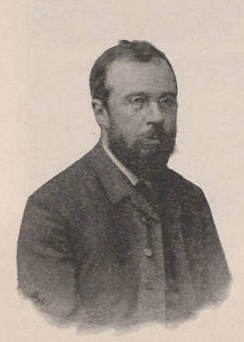
Robert Diez (antes de 1909).

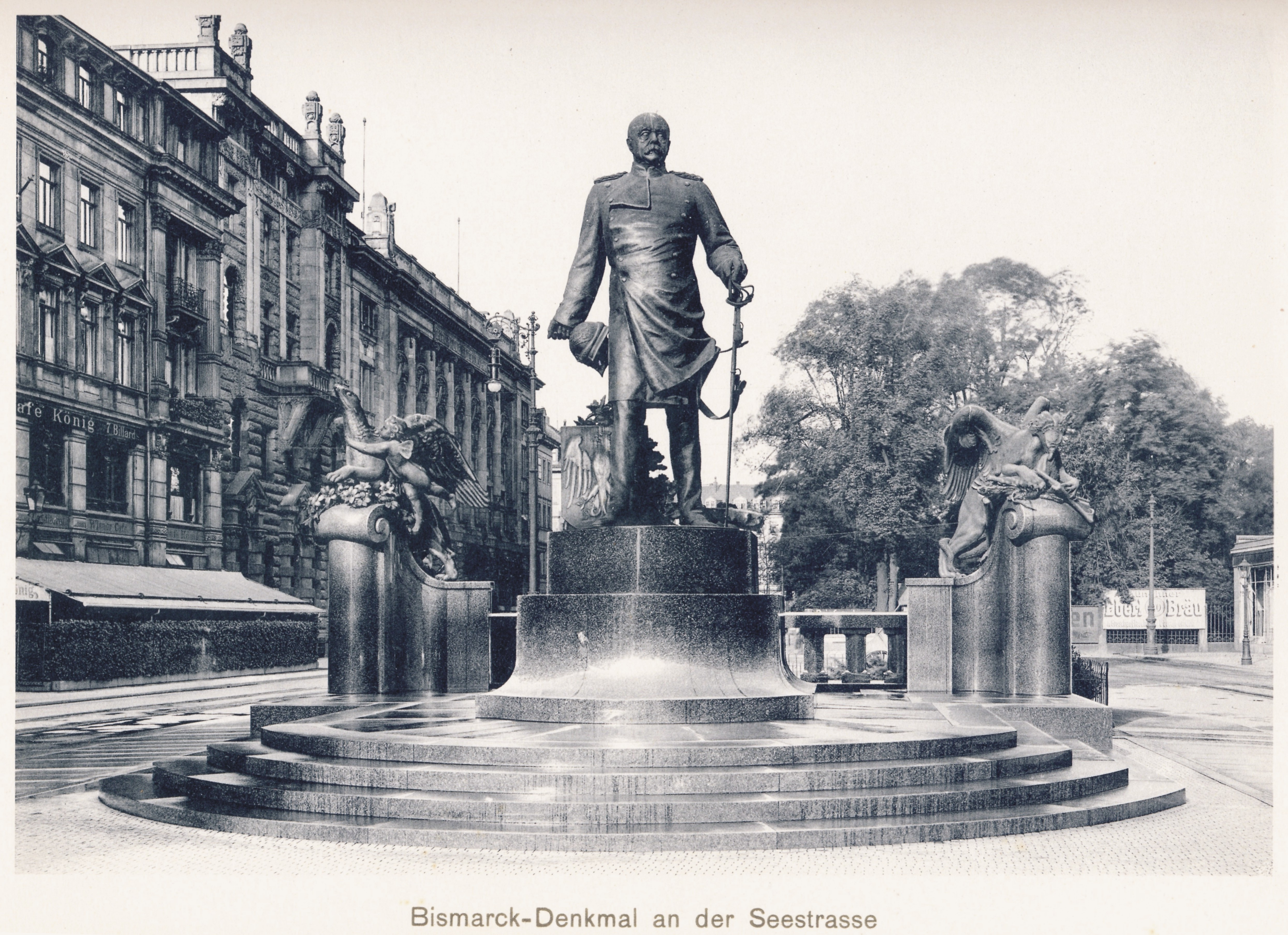
Memorial a Bismarck, Dresde (c. 1910).

Robert Diez (20 de abril de 1844, Pößneck - 7 de octubre de 1922, Loschwitz) fue un escultor alemán.

## Biografía
Era el hijo del alcalde de Pößneck. Sus inclinaciones artísticas empezaron a emerger en casa de sus abuelos en Sonneberg, el centro de la industria juguetera alemana. Durante sus años en el Gymnasium en Meiningen, vivió con su tío Samuel Friedrich Diez, el Pintor de la Corte, quien firmemente lo animó a hacer carrera en el arte. Inició su formación artística en 1863 en la Academia de Bellas Artes de Dresde. De 1867 a 1870 fue alumno de Johannes Schilling. Después de la muerte de su padre, sin medios económicos, fue a trabajar al estudio de Schilling. Para 1872 fue capaz de abrir su propio estudio y realizar el tradicional viaje de estudios a Roma.
Fue hecho miembro honorario de la Academia en 1881. Sucedió a Ernst Julius Hähnel en el Estudio Maestro de Artes Plásticas y se convirtió en miembro del Consejo Académico en 1891. Fue nombrado profesor pleno poco después. Ernst Barlach y Selmar Werner estuvieron entre sus estudiantes más conocidos. Se hizo miembro de la Real Academia de Artes Prusiana en 1895. En 1912 recibió su elección como Geheimrat.

## Obras destacadas
- Dresde
  - Gänsediebbrunnen (Fuente del ganso-ladrón). Recibió la Medalla de Oro del Internationalen Kunstausstellung en Múnich (1878). La fuente se halla ahora en el "Weiße Gasse", una zona peatoanal.
  - Fuentes gemelas "Stille Wasser" und "Stürmische Wogen" ("Agua lisa" y "olas de tormenta", 1883-1894) en la Albertplatz.
  - Monumento a Bismarck, Seestraße (1903). Partes del monumento fueron fundidas para uso militar en 1944 y el resto fue retirado por la administración soviética en 1946. El pedestal granítico y las escaleras fueron reciclados en 1949.
- Braunschweig
  - Heimkehr des Kriegers (Retorno del guerrero), grupo de figuras que forman parte del Siegesdenkmal (Monumento a la Victoria), empezado por Adolf Breymann. El diseño de Diez y las figuras fueron ejecutadas por Hermann Heinrich Howaldt.
- Meiningen
  - Bechsteinbrunnen (Fuente de Bechstein), en el "Jardín Inglés" (1909), dedicado al poeta Ludwig Bechstein.

Muchos de sus moldes y diseños originales estaban en el Museo Patrimonial de Pößneck, que fue destruido en 1945.

## Galería

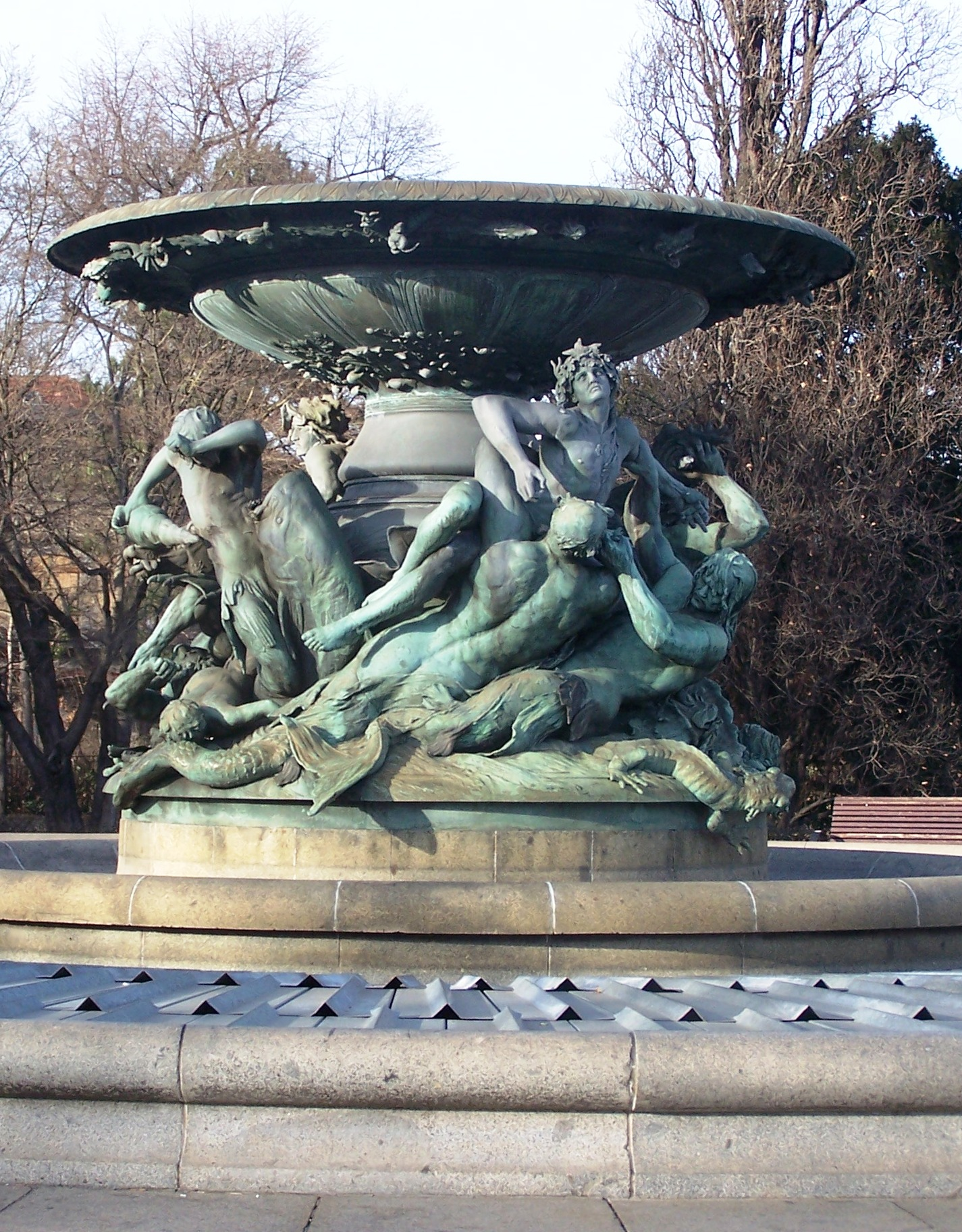
Dresde: Fuente "Stürmische Wogen" (Olas tormentosas)
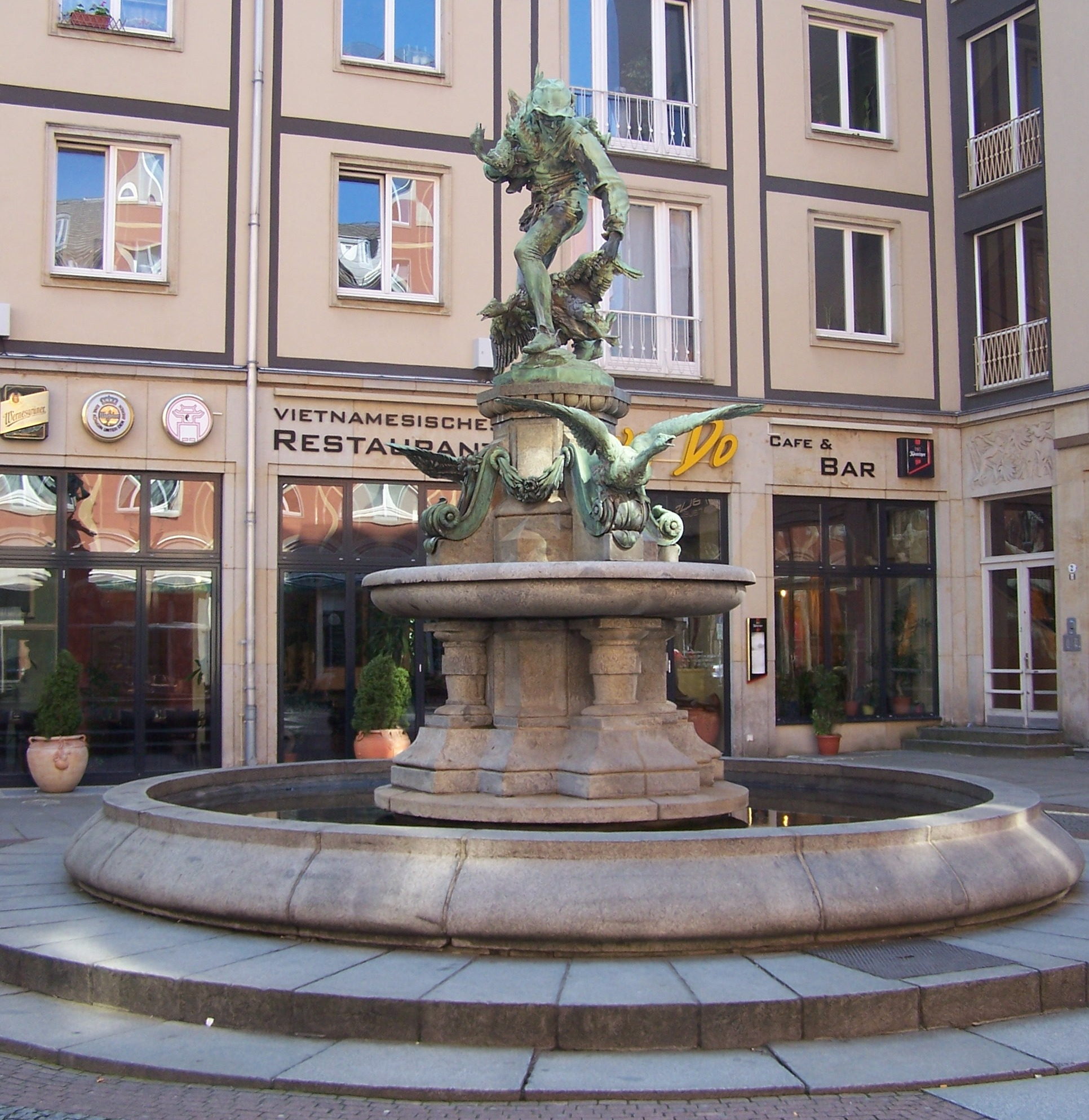
Dresde: Fuente del ganso-ladrón
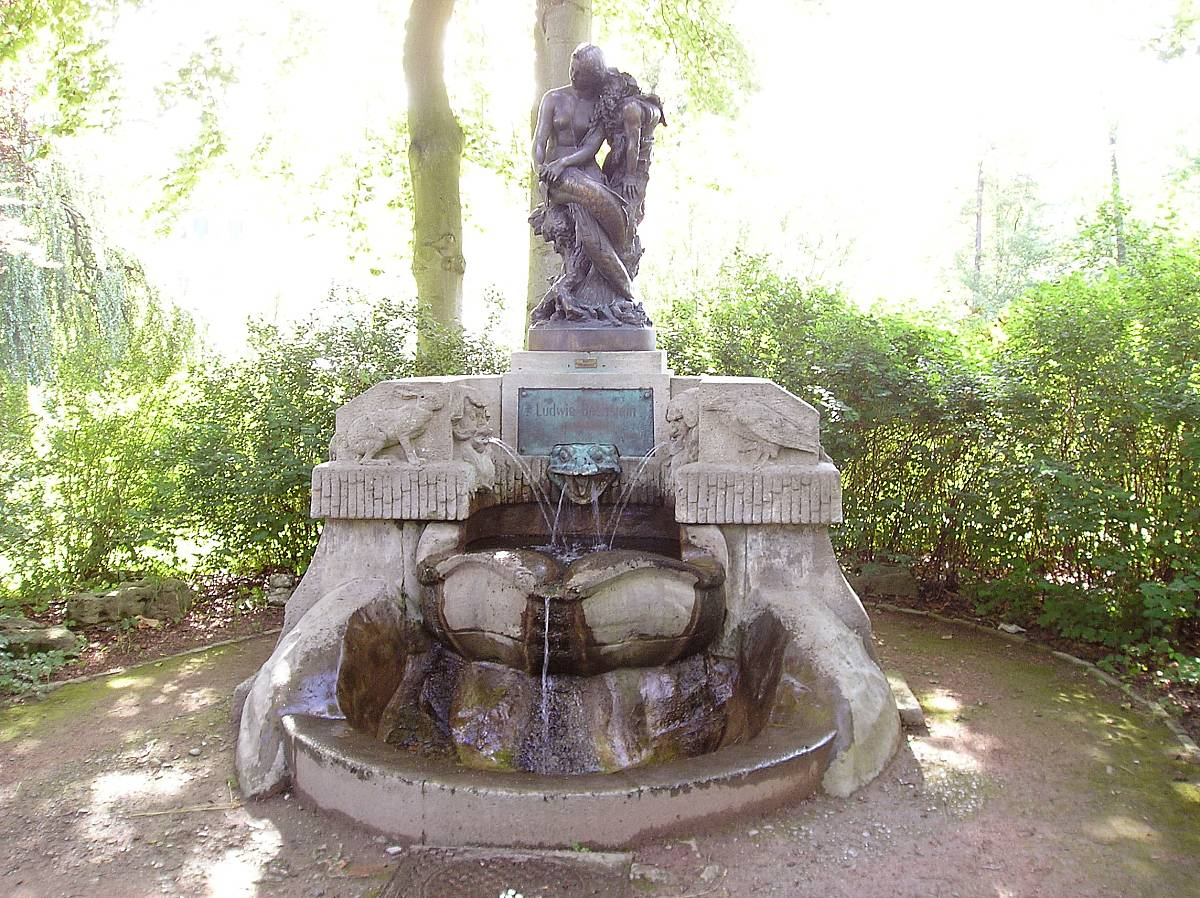
Meiningen: Fuente de Bechstein